# Lucius Allen
Lucius Oliver Allen Jr (ur. 26 września 1947 w Kansas City) – amerykański koszykarz, występujący na pozycji rozgrywającego, mistrz NBA z 1971.
Opuścił sezon akademicki 1968/1969 z powodu zawieszenia. Znaleziono u niego niewielką ilość marihuany.

## Osiągnięcia
Na podstawie, o ile nie zaznaczono inaczej

### NCAA
- Mistrz:
  - NCAA (1967, 1968)
  - sezonu regularnego konferencji Pacific-8 (1967, 1968)
- Zaliczony do:
  - I składu
    - NCAA Final Four (1967, 1968 przez Associated Press)[3]
    - All-AAWU (1967)

  - II składu:
    - All-American (1968)
    - All-AAWU (1968)

### NBA
- Mistrz NBA (1971)[1]
- Wicemistrz NBA (1974)[1]

Inne
- Zaliczony do:
  - Galerii Sław Sportu stanu Kansas (2004)
  - Pac-12 Conference Hall of Honor (16.03.2013)